# バリュー
| ウィキペディアには「バリュー」という見出しの百科事典記事はありません（タイトルに「バリュー」を含むページの一覧/「バリュー」で始まるページの一覧）。 代わりにウィクショナリーのページ「バリュー」が役に立つかもしれません。 |